# I Told You I Was Trouble: Live in London

I Told You I Was Trouble: Live in London est le premier DVD de la chanteuse britannique Amy Winehouse ; il est sorti en novembre 2008. Il comprend l'enregistrement d'un concert qui s'est déroulé en 2007 au Shepherd's Bush Empire de Londres ainsi qu'un documentaire sous-titré en français, en anglais, en allemand, en espagnol et portugais. Le tout dure environ 150 minutes.

## Titres
Les titres enregistrés en live sont les suivants :
- Live Shepherd's Bush Empire, London 2007 (documentaire)
- Intro/Addicted
- Just Friends
- Cherry
- Back To Black
- Wake Up Alone
- Tears Dry On Their Own
- He Can Only Hold Her/Doo Woop (That Thing)
- F*** Me Pumps
- Some Unholy War
- Love Is A Losing Game
- Valerie
- Hey Little Rich Girl FT.Zalon & Ade
- Rehab
- You Know I'm No Good
- Me & MR Jones
- Monkey Man
- Outro

À la fin du concert, la chanteuse a interprété le titre Monkey Man du groupe de ska The Specials.